# Erbéviller-sur-Amezule
Erbéviller-sur-Amezule település Franciaországban, Meurthe-et-Moselle megyében. Lakosainak száma 68 fő (2022. január 1.). Erbéviller-sur-Amezule Champenoux, Mazerulles, Réméréville és Sornéville községekkel határos.

## Népesség
A település népességének változása:
| Lakosok száma | 39   | 57   | 67   | 82   | 82   | 79   | 76   | 72   | 70   | 68   |
|               | 1968 | 1982 | 1990 | 2006 | 2013 | 2015 | 2017 | 2019 | 2020 | 2022 |